# Хови Стар
Ховав Секулец (хебр. חובב סקולץ), познатији као Хови Стар (хебр. חובי סטאר; Хаифа, 19. новембар 1986) израелски је поп певач. Представљао је Израел на Песми Евровизије 2016. у Стокхолму, где је са песмом Made of Stars (Саткани од звезда) заузео 14. место у финалној вечери такмичења.
Музиком је почео да се бави још као дечак наступајући на локалним дечјим такмичењима, а током трогодишњег служења војног рока наступао је као певач за војнички бенд. Широј јавности у својој земљи постаје познат након учешћа у седмој сезони музичког такмичења Кохав Нолад 2009 (Звезда је рођена) где је заузео седмо место. Позајмљивао је свој глас у синхронизацијама бројних анимираних филмова на хебрејски језик.
По занимању је професионални фризер и шминкер.